# Есенкулов, Аскер Есенкулович
Аскер Есенкулович Есенкулов (28.8.1941, Байзакский район Жамбылской области, КазССР, СССР — 14.05.2017) — советский и казахстанский учёный, доктор медицинских наук (1989), профессор (1991), заслуженный деятель РК (1994). Председатель Союза врачей-маммологов Республики Казахстан (с 1999).

## Биография
Происходит из рода Шымыр племени дулат. В 1964 году с отличием окончил Алма-Атинский медицинский институт (ныне Казахский национальный медицинский университет имени С. Д. Асфендиярова). В 1964—1975 годах — стажёр, затем научный сотрудник, заведующий отделением Казахского научно-исследовательского института онкологии и радиологии. В 1968—1976 годах заведовал клиническим отделением гормонопрофилактики и гормонотерапии опухолей.
В 1976 году перешёл на педагогическую деятельность: доцент, профессор, декан (1995—2000), завкафедрой Казахского национального медицинского университета. В 1980—1985 годах — депутат Горсовета. С 1988 года одновременно руководитель республиканского маммологического центра, с 1999 — клиники «Маммология» в г. Алматы (при Казахском национальном мед. университете). Главный специалист-маммолог Агентства здравоохранения Республики Казахстан (с 1995). Председатель Союза врачей-маммологов Республики Казахстан (с 1999).
В 1968 году защитил кандидатскую диссертацию на тему: «К методике региональной химиотерапии рака шейки матки (Экспериментально-клиническое исследование)», в 1989 году в НИИ онкологии имени Н. Н. Петрова защитил докторскую диссертацию на тему: «Клинико-эпидемиологическое исследование рака молочной железы в Казахстане (Патогенетические особенности)» по специальности «Онкология».
Награждён медалью «Ветеран труда», почётными грамотами.

## Научная деятельность
Автор 280 научных работ, в том числе 10 монографий, 5 учебников, 12 патентов и предпатентов. Основные научные труды посвящены изучению патогенеза, клинико-эпидемиологическим, иммуно-эндокринологическим особенностям возникновения и распространения опухолей молочной железы в Казахстане. Им усовершенствованы хирургический, химиотерапевтический и гормональный способы воздействия при раке молочной железы. Под руководством Есенкулова издаётся журнал «Маммология» (1999).
Подготовил 4 кандидатов медицинских наук.
Некоторые работы:
- Патогенетические особенности рака молочной железы в Казахстане, А., 1992;
- Клинико-патогенетические и иммуно-эндокринологические аспекты рака молочной железы в Казахстане, А., 1996;
- Олератнпшс хирургия, А., 1998;
- Сут жано неуде бездершщ аурудары, А., 2001.

Некоторые патенты (большинство заявок — предварительные):
- Способ комплексного лечения мастопатии. № предв. патента: 18167. Опубликовано: 15.01.2007. Авторы: Есенкулова С. А., Есенкулов А. Е. МПК: A61K 31/00, A61P 35/00, A61K 33/00…
- Способ прогнозирования местных рецидивов рака молочной железы I стадии T1N0M0. Номер патента: 13193. Опубликовано: 15.05.2006. Авторы: Есенкулов А. Е., Мукашев А. С. МПК: A61B 10/00, G01N 33/48
- Способ лечения предопухолевых заболеваний молочной железы. № предв. патента: 15261. Опубликовано: 17.01.2005. Авторы: Есенкулов А. Е., Есенкулова С. А. МПК: A61K 38/43, A61P 35/00
- Способ лечения мастопатии. № предв. патента: 15118. Опубликовано: 15.12.2004. Авторы: Борисов В. П., Есенкулова С. А., Есенкулов А. Е. МПК: A61K 35/06, A61K 35/02, A61K 38/22…
- Способ лечения рака молочной железы. № предв. патента: 14158. Опубликовано: 15.04.2004. Авторы: Джанабекова А. К., Есенкулов А. Е. МПК: A61B 17/32, A61M 27/00, A61B 17/00…
- Способ лечения рака молочной железы. № предв. патента: 13297. Опубликовано: 15.08.2003. Авторы: Есенкулов А. Е., Есенкулова С. А. МПК: A61B 17/32
- Способ лечения рака молочной железы. № предв. патента: 12688. Опубликовано: 17.02.2003. Авторы: Есенкулов А. Е., Мукашев А. С. МПК: A61B 17/32
- Способ выявления эффективности введения гормональных препаратов больным при раке предстательной железы. № предв. патента: 6211. Опубликовано: 15.05.1998. Авторы: Баишева С. А., Цай Е. Г., Амеркешев Д. Г., Есенкулов А. Е. МПК: A61K 35/00, G01N 33/48